# Mesón do Purrián
Mesón do Purrián es un lugar español actualmente despoblado, situado en la parroquia de Pentes, del municipio de La Gudiña, en la provincia de Orense, Galicia.

## Demografía
| Gráfica de evolución demográfica de Mesón do Purrián entre 2000 y 2022 |
|                                                                        |
| Datos según el nomenclátor publicado por el INE.                       |